# Mébarka Hadj Abdellah
Mébarka Hadj Abdellah là một vận động viên người Algérie đã nghỉ hưu, đã nhìn thấy thành công ở cấp độ lục địa.
Tại Giải vô địch Maghreb năm 1981, cô đã giành được đồng trong 400 mét và bạc trong 800 mét. Tại Giải vô địch Maghreb năm 1986, cô đã giành được vàng trong 1500 và 3000 mét. Tại Giải vô địch Maghreb năm 1990, cô đã giành được giải bạc trong 1500 và 3000 mét. Tại Giải vô địch Ả Rập năm 1987, cô đã giành được 1500 mét vàng  và bạc 800 mét, và tại Giải vô địch Ả Rập năm 1989, cô đã giành được 3000 mét bạc, huy chương đồng 1500 và 10.000 mét.
Tại Giải vô địch quốc gia xuyên quốc gia IAAF, cô đã thi đấu năm 1980, 1982, 1983, 1985, 1986 và 1990. Thành tích cao nhất của cô là vị trí thứ 37 từ năm 1985.
Cô đã trở thành nhà vô địch Algeria mười sáu lần trong khoảng thời gian từ 1984 đến 1991, ở các cự ly 800, 1500, 3000 mét và xuyên quốc gia.